# 10000リットル燃料タンク車

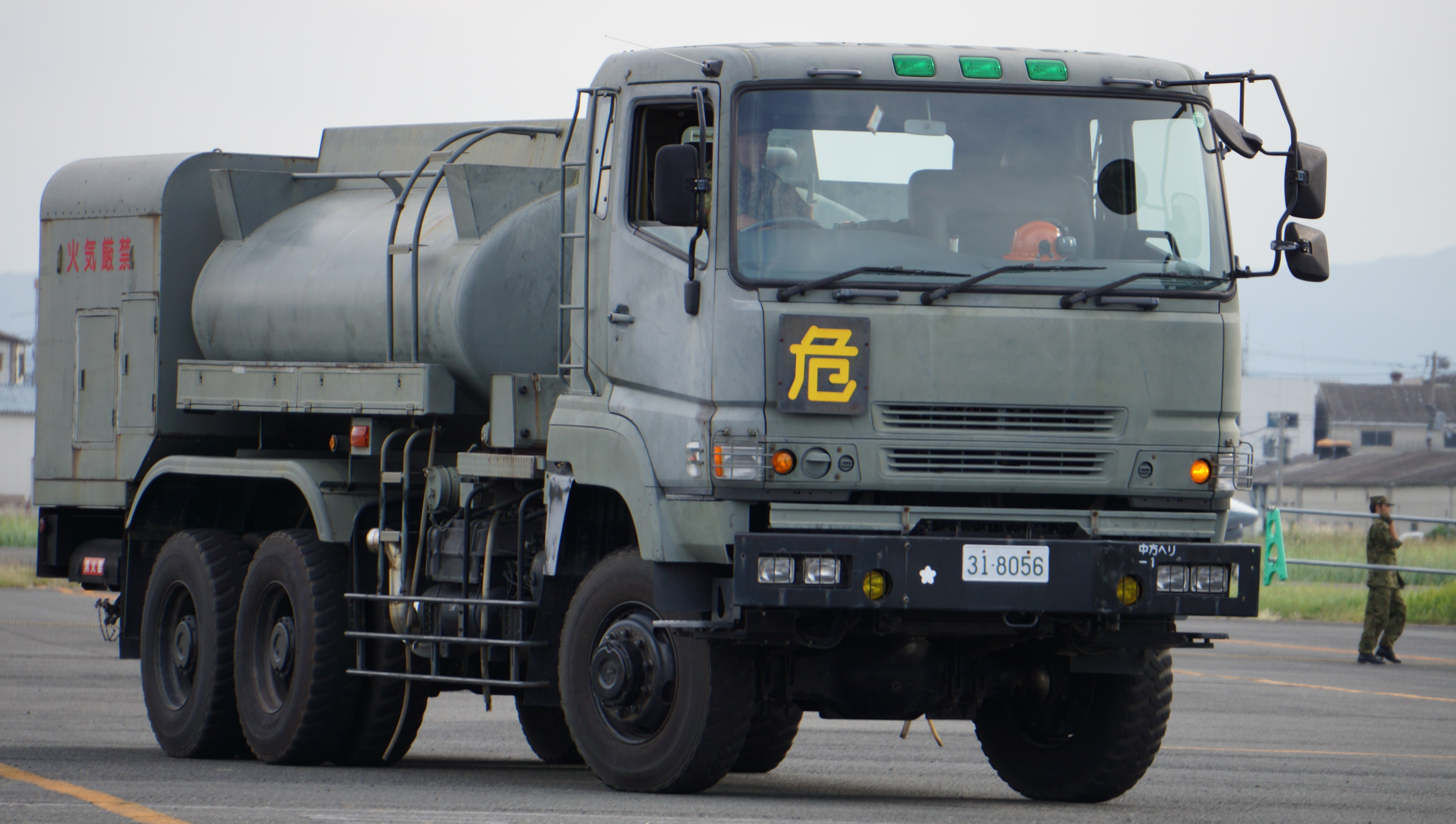
10000リットル燃料タンク車

10000リットル燃料タンク車（10000リットルねんりょうタンクしゃ）は、陸上自衛隊の装備。航空機、主にヘリコプターへの燃料補給に使用される。ベース車両は74式特大型トラック。
海上自衛隊と航空自衛隊ではさらに巨大な燃料タンクを有する20000L燃料給油車が使用されている。

## 諸元
- 全長：10015mm
- 全幅：2490mm
- 全高：3060mm
- 重量：13670kg
- 最大積載量：8000kg
- 最高速度：95km/h
- 出力：355ps

## 特徴
73式大型トラックがベースとなっている3トン半航空用燃料タンク車と比べて、最大積載量が2倍となっている。

## 製作
三菱ふそうトラック・バス